# Педру-ди-Толеду
Педру-ди-Толеду (порт. Pedro de Toledo) — муниципалитет в Бразилии, входит в штат Сан-Паулу. Составная часть мезорегиона Южное побережье штата Сан-Паулу. Входит в экономико-статистический микрорегион Итаньяэн. Население составляет 10 186 человек на 2006 год. Занимает площадь 671,113 км². Плотность населения — 15,2 чел./км².

## История
Город основан 13 декабря 1929 года.

## Статистика
- Валовой внутренний продукт на 2003 составляет 51.417.438,00 реалов (данные: Бразильский институт географии и статистики).
- Валовой внутренний продукт на душу населения на 2003 составляет 5.285,51 реалов (данные: Бразильский институт географии и статистики).
- Индекс развития человеческого потенциала на 2000 составляет 0,729 (данные: Программа развития ООН).